# Gaëtan Laborde
Gaëtan Laborde (* 3. Mai 1994 in Mont-de-Marsan) ist ein französischer Fußballspieler. Der Mittelstürmer steht beim Al-Diraiyah FC unter Vertrag.

## Karriere

### Verein
Gaëtan Laborde begann mit dem Fußballspielen in seinem Geburtsort Mont-de-Marsan im Département Landes in Südfrankreich, wo er für Stade Montois auflief. Später wechselte er in das Nachwuchsleistungszentrum des Erstligisten Girondins Bordeaux, mehr als 100 Kilometer nördlich von seiner bisherigen Wirkungsstätte entfernt. 2013 wurde Laborde, der mittlerweile Einsätze in der zweiten Mannschaft vorweisen konnte, für ein Jahr an den Drittligisten Red Star Paris verliehen. Dort schoss er 14 Tore und trug somit zum 7. Platz in der Abschlusstabelle bei. Danach kehrte Gaëtan Laborde zu Girondins Bordeaux zurück, doch erneut wurde er verliehen, nun an den Zweitligisten Stade Brest. Bei den Bretonen spielte er in 26 Ligaspielen, wobei er zwischen Startelf und Ersatzbank pendelte und schoss dabei zwei Tore. Zurück in Aquitanien, konnte sich Laborde nicht durchsetzen und kam wettbewerbsübergreifend in lediglich drei Pflichtspielen zum Einsatz. Zum Jahreswechsel folgte eine abermalige Leihe, diesmal zu Clermont Foot, auch ein Zweitligist. Dort erkämpfte sich Gaëtan Laborde einen Stammplatz und schoss seine Mannschaft mit 8 Toren zum 6. Platz. Zurück bei Girondins Bordeaux, gelang ihm der Durchbruch und in 36 Erstligaspielen gelangen ihm 6 Tore und 5 Vorlagen.
Im August 2018 folgte der Wechsel zu HSC Montpellier. Laborde erkämpfte sich dort rasch einen Stammplatz und galt bereits seit seiner Ankunft als Leistungsträger. Auch in den kommenden drei Jahren hielt er diesen Status inne. Im Sommer 2021 schloss Laborde sich Stade Rennes an. Rennes überwies Montpellier hierfür eine Ablöse in Höhe von 15 Millionen Euro. In Rennes verblieb der Franzose nur ein Jahr, bevor er im September 2022 zum OGC Nizza wechselte.
Laborde schloss sich im Juli 2025 dem saudi-arabischen Verein Al-Diraiyah FC an.

### Nationalmannschaft
Gaëtan Laborde absolvierte im Jahr 2011 10 Spiele für die französische U17-Nationalmannschaft. Im selben Jahr folgten 5 Partien für die U18-Junioren. Nach einem Spiel für die U19-Auswahl im Jahr 2013 lief Laborde bis 2014 für die U20-Nationalmannschaft auf.
Erfolge & Persönliche Auszeichnungen
- Spieler des Monats der Ligue 1: November 2021